# 남자들
"남자들"은 2012에 제작한 대한민국의 단편영화이다.

## 캐스팅
- 공예지
- 이유영
- 박근록
- 윤예희
- 장원영
- 김대현